# Marjan Hribar (fizik)
Marjan Hribar, slovenski fizik, * 7. februar 1937, Ljubljana
Marjan Hribar je 1962 diplomiral iz fizike na ljubljanski FNT in prav tam 1974 doktoriral. Sprva je delal na Institutu Jožef Stefan, nato pa od 1963 dalje na FNT v Ljubljani, kjer je 1986 je postal redni profesor za didaktiko fizike in se upokojil na Pedagoški fakulteti. 2007 je postal zaslužni profesor Univerze v Ljubljani.